# Bafa
Bafa (tur. Bafa Gölü) – jezioro w południowo-zachodniej Turcji, na wybrzeżu Morza Egejskiego.
Nad jeziorem występują liczne kąpieliska oraz ośrodki wypoczynkowe.